# Bécourt
Bécourt es una comuna francesa situada en el departamento de Paso de Calais, en la región de Alta Francia.

## Demografía
| 247 | 224 | 222 | 234 | 249 | 238 | 275 |
| Para los censos de 1962 a 1999 la población legal corresponde a la población sin duplicidades (Fuente: INSEE [Consultar]) |     |     |     |     |     |     |